# Libera (gudinna)
Libera var vinets, fruktbarhetens och frihetens gudinna i den romerska mytologin, och den kvinnliga motsvarigheten till Liber. 
Libera dyrkades i Ceres, Libers och Liberas helgedom i Rom, och tros även ha firats i festivalen Liberalia 17 mars, som man vet åtminstone var tillägnad hennes manliga motpart Liber, samt i Ceres festival Ceralia i april. Hennes kult var nära förbunden Liber och Ceres. Libera var ursprungligen en italisk gudom men dyrkades i Rom på ett mycket tidigt stadium, kanske redan under kungadömets tid, då som Libers kvinnliga motpart som fruktbarhetens och frihetens gudinna, då han var fruktbarhetens och frihetens gud, och de uppfattades stå för den kvinnliga och manliga sidan av dess egenskaper. När Ceres, Libers och Liberas helgedoms grundades 496 f.Kr kom Liber och Libera så småningom att associeras tätt med Ceres och ibland kallas för hennes barn. Liberas mytologi och kult är dock diffuss, och hon har identifierats med både Proserpina och Ariadne.  